# Gabriele Moncini
Gabriele Moncini (Pistoia, 26 aprile 1996) è un calciatore italiano, attaccante del Bari.

## Caratteristiche tecniche
È un centravanti forte fisicamente, dotato di una buona agilità e caparbietà, si dimostra molto abile nel gioco aereo, ed è in possesso di un ottimo senso del goal.

## Carriera

### Club

#### Gli inizi nelle giovanili, trasferimento al Cesena e il prestito al Prato
Cresce calcisticamente nelle giovanili del Prato, per poi passare nell'estate 2011 per la somma di 200.000 euro, negli allievi della Juventus militando per due stagioni. Nell'estate 2013 viene preso in prestito dal Cesena, società di Serie B, alternandosi tra primavera e prima squadra. Il debutto in campionato con la squadra bianconera, avviene l'8 novembre successivo, nella partita persa 2-1 in trasferta contro lo Spezia dove subentra al 81º minuto al posto di Alberto Almici. Pochi mesi più tardi nel gennaio 2014, viene acquistato in comproprietà dal club romagnolo, per poi trasferirsi definitivamente a giugno per 750.000 euro. Nella stagione successiva, segna in 19 incontri ben 16 reti con la primavera romagnola, nel campionato di Primavera B, disputando anche nel febbraio 2015 una partita al Torneo di Viareggio 2015.
Il 12 aprile 2015 fa il suo esordio in Serie A, entrando al 88º minuto al posto di Grégoire Defrel nella partita persa 1-0 in casa contro il Chievo. Il 7 gennaio 2016 durante il mercato invernale passa in prestito per sei mesi al Prato in Lega Pro dove il 13 marzo successivo, sigla la sua prima rete da professionista, nel derby disputato in trasferta e finito 2-2 contro la Pistoiese.
Il 28 maggio dello stesso anno, nella partita di ritorno valida per i Play-out di Lega Pro, segna una rete molto importante per la salvezza della squadra toscana, nella vittoria per 3-1 dei biancoazzurri contro la Lupa Roma. Nell'estate 2016, viene rinnovato per un'altra stagione il suo prestito al Prato. Realizza 13 reti in 35 partite, nella stagione 2015-2016 con la maglia biancoazzurra. Tornato al Cesena, firma nel luglio 2017 un nuovo contratto quadriennale con i romagnoli.
Il 18 novembre successivo, segna la sua prima rete in carriera in Serie B nella partita persa per 5-3 fuori casa contro l'Empoli. Il 4 febbraio 2018 realizza la sua prima doppietta nel campionato cadetto nella vittoria in casa per 4-3 del Cesena sulla Ternana. Il 6 maggio dello stesso anno, si ripete andando a segno con una doppietta decisiva, siglando entrambe le reti nei minuti di recupero, nella partita vinta in rimonta per 2-1 in casa dai romagnoli contro il Parma.

#### Il trasferimento alla SPAL, prestito a Cittadella e ritorno alla SPAL
Nell'estate 2018 rimasto svincolato dopo il fallimento del Cesena, viene ingaggiato dalla SPAL, firmando un contratto di quattro anni più opzione per un altro anno, con la società estense. Il 7 ottobre successivo debutta in Serie A, entrando al 83º minuto al posto di Simone Missiroli nella partita persa 2-1 in casa dalla SPAL contro l'Inter.
Il 23 gennaio 2019 viene tesserato dal Cittadella, tuttavia però senza specificare con quale formula d'acquisto. Tre giorni dopo debutta con la maglia granata siglando una rete all'esordio, nella vittoria per 3-1 in casa contro il Carpi. Da quel momento in poi guadagna la titolarità e il 23 febbraio successivo sigla una tripletta, la prima in carriera, segnando tutte e tre le reti di testa nella vittoria casalinga per 4-1 contro il Lecce. Segna con una certa continuità gol spesso decisivi, come quello siglato al 74' nel Derby di Padova (1-1). Il 4 maggio partecipa con una rete al successo interno sull'Hellas Verona (3-0) e chiude la stagione regolare con 12 gol e 1 assist in 17 presenze in Serie B. Il 17 maggio con una doppietta decide i preliminari dei play-off contro lo Spezia (1-2); otto giorni più tardi, dopo la sconfitta di misura nella gara di andata, va a segno nel successo esterno nella gara di ritorno delle semifinali contro il Benevento (0-3). Dopo la vittoria nella gara di andata, nella quale serve un assist per il 2-0 finale, perde 3-0 il ritorno della doppia finale play-off, vinta dall'Hellas Verona. Dopo 15 gol e 2 assist in 22 presenze con il Cittadella, al termine della stagione rientra alla SPAL.

#### Benevento e secondo ritorno alla SPAL
Il 7 gennaio 2020 passa a titolo definitivo per 2,5 milioni più bonus al Benevento, con cui firma un contratto fino al giugno 2023 con opzione per un altro anno. Segna il primo gol con i sanniti il 25 gennaio, nella partita di Serie B vinta sul campo del Cittadella (1-2). Il 29 luglio nel successo esterno ai danni dell'Ascoli (2-4) segna l'ultimo gol stagionale del Benevento che vince la Serie B 2019-2020 con il record di 86 punti in 38 partite. Partecipa con 4 gol e 3 assist in 19 partite alla promozione in Serie A dei Sanniti.
Dopo aver trovato poco spazio nelle successive due stagioni, il 16 luglio 2022 torna in prestito alla SPAL. Alla sesta giornata, il 17 settembre segna il suo primo gol con la SPAL nella gara contro il Como (3-3). Il 19 maggio all'ultima giornata, prima con l'assist per il compagno di squadra Raffaele Celia e poi con il gol del doppio vantaggio, decide il successo esterno ai danni del Pisa (1-2), mentre la squadra è tuttavia già matematicamente retrocessa in Serie C. È il miglior marcatore stagionale degli estensi con 9 gol e 5 assist in 32 presenze.

#### Brescia
Il 31 agosto 2023 viene ceduto a titolo definitivo al Brescia. Il 30 settembre segna la sua prima rete, segnando il gol del pareggio definitivo in casa contro l'Ascoli (1-1). Si rivelerà decisivo segnando i gol del pareggio nel finale di partita anche contro Feralpisalò (1-1) e Reggiana (1-1), entrambi dopo il 90'. Nel corso della stagione, alterna la titolarità con Gennaro Borrelli che tuttavia rimedia un infortunio in Brescia-Cosenza (1-2) del 1º aprile. Il 6 aprile parte titolare e partecipa con una doppietta al successo interno sul Pisa (3-1). Il 5 maggio con una doppietta ai danni del Lecco (4-1) è decisivo per la matematica qualificazione delle Rondinelle ai play-off con una giornata d'anticipo. Il 18 maggio nella trasferta contro il Catanzaro, valevole per il turno preliminare dei play-off, porta per due volte in vantaggio il Brescia, prima servendo l'assist per Nicolas Galazzi e poi segnando il gol del momentaneo 2-1. Le Rondinelle vengono recuperate al 96' e la gara termina con il risultato di 4-2 in favore delle Aquile dopo i tempi supplementari. Chiude la stagione con 11 gol e 2 assist in 35 partite di Serie B, tra regoular season e play-off.
Dopo aver saltato i primi impegni stagionali a causa di una pubalgia, a settembre segna due gol nelle prime sue prime due presenze nella stagione 2024-2025. Il 29 dicembre torna a segnare dopo oltre tre mesi decidendo il derby contro la Cremonese con il gol dell'1-1 finale giunto con una sua rovesciata al 96'. Il 12 gennaio 2025 alla ripresa del campionato segna il gol del pareggio finale anche in Brescia-Sampdoria (1-1), prima di rimediare un cartellino rosso.
Il 3 luglio 2025 rimane svincolato a seguito del fallimento della società.

#### Bari
Il 9 luglio seguente firma un contratto biennale con il Bari, in Serie B.

### Nazionale
Ha raccolto in carriera qualche presenza, in alcune delle nazionali giovanili italiane, militando nell'Under-16 Under-17 e Under-19. Nel marzo 2019 viene convocato per la prima volta nella nazionale Under-21 italiana, dal CT. Luigi Di Biagio, dove esordisce il 21 marzo successivo, con la maglia azzurra, nell'amichevole disputata contro i pari età dell'Austria a Trieste, subentrando a Federico Bonazzoli al 69º minuto di gioco.

## Statistiche

### Presenze e reti nei club
Statistiche aggiornate al 17 agosto 2025.
| Stagione         | Squadra          | Campionato       | Campionato | Campionato | Coppe nazionali | Coppe nazionali | Coppe nazionali | Coppe continentali | Coppe continentali | Coppe continentali | Altre coppe | Altre coppe | Altre coppe | Totale | Totale |
| Stagione         | Squadra          | Comp             | Pres       | Reti       | Comp            | Pres            | Reti            | Comp               | Pres               | Reti               | Comp        | Pres        | Reti        | Pres   | Reti   |
| ---------------- | ---------------- | ---------------- | ---------- | ---------- | --------------- | --------------- | --------------- | ------------------ | ------------------ | ------------------ | ----------- | ----------- | ----------- | ------ | ------ |
| 2013-2014        | Cesena           | B                | 3          | 0          | CI              | -               | -               | -                  | -                  | -                  | -           | -           | -           | 3      | 0      |
| 2014-2015        | Cesena           | A                | 2          | 0          | CI              | -               | -               | -                  | -                  | -                  | -           | -           | -           | 2      | 0      |
| 2015-gen. 2016   | Cesena           | B                | 8          | 0          | CI              | 1               | 0               | -                  | -                  | -                  | -           | -           | -           | 9      | 0      |
| gen.-giu. 2016   | Prato            | LP               | 16+2       | 3+1        | CI-LP           | -               | -               | -                  | -                  | -                  | -           | -           | -           | 18     | 4      |
| 2016-2017        | Prato            | LP               | 35+2       | 13+0       | CI-LP           | 3               | 0               | -                  | -                  | -                  | -           | -           | -           | 40     | 13     |
| Totale Prato     | Totale Prato     | Totale Prato     | 51+4       | 16+1       |                 | 3               | 0               |                    | -                  | -                  |             | -           | -           | 58     | 17     |
| 2017-2018        | Cesena           | B                | 27         | 8          | CI              | 1               | 0               | -                  | -                  | -                  | -           | -           | -           | 28     | 8      |
| Totale Cesena    | Totale Cesena    | Totale Cesena    | 40         | 8          |                 | 2               | 0               |                    | -                  | -                  |             | -           | -           | 42     | 8      |
| 2018-gen. 2019   | SPAL             | A                | 1          | 0          | CI              | 1               | 0               | -                  | -                  | -                  | -           | -           | -           | 2      | 0      |
| gen.-giu. 2019   | Cittadella       | B                | 17+5       | 12+3       | CI              | -               | -               | -                  | -                  | -                  | -           | -           | -           | 22     | 15     |
| 2019-gen. 2020   | SPAL             | A                | 4          | 0          | CI              | 1               | 0               | -                  | -                  | -                  | -           | -           | -           | 5      | 0      |
| gen.-giu. 2020   | Benevento        | B                | 19         | 4          | CI              | -               | -               | -                  | -                  | -                  | -           | -           | -           | 19     | 4      |
| 2020-2021        | Benevento        | A                | 10         | 0          | CI              | 1               | 1               | -                  | -                  | -                  | -           | -           | -           | 11     | 1      |
| 2021-2022        | Benevento        | B                | 24+2       | 6+0        | CI              | 2               | 2               | -                  | -                  | -                  | -           | -           | -           | 28     | 8      |
| Totale Benevento | Totale Benevento | Totale Benevento | 55         | 10         |                 | 3               | 3               |                    | -                  | -                  |             | -           | -           | 58     | 13     |
| 2022-2023        | SPAL             | B                | 32         | 9          | CI              | 2               | 0               | -                  | -                  | -                  | -           | -           | -           | 34     | 9      |
| Totale SPAL      | Totale SPAL      | Totale SPAL      | 37         | 9          |                 | 4               | 0               |                    | -                  | -                  |             | -           | -           | 41     | 9      |
| 2023-2024        | Brescia          | B                | 34+1       | 10+1       | -               | -               | -               | -                  | -                  | -                  | -           | -           | -           | 35     | 11     |
| 2024-2025        | Brescia          | B                | 24         | 5          | CI              | 1               | 0               | -                  | -                  | -                  | -           | -           | -           | 25     | 5      |
| Totale Brescia   | Totale Brescia   | Totale Brescia   | 59         | 16         |                 | 1               | 0               |                    | -                  | -                  |             | -           | -           | 60     | 16     |
| 2025-2026        | Bari             | B                | 0          | 0          | CI              | 1               | 0               | -                  | -                  | -                  | -           | -           | -           | 1      | 0      |
| Totale carriera  | Totale carriera  | Totale carriera  | 268        | 75         |                 | 14              | 3               |                    | -                  | -                  |             | -           | -           | 282    | 78     |

### Cronologia presenze e reti in nazionale
| Cronologia completa delle presenze e delle reti in nazionale ― Italia under 21 | Cronologia completa delle presenze e delle reti in nazionale ― Italia under 21 | Cronologia completa delle presenze e delle reti in nazionale ― Italia under 21 | Cronologia completa delle presenze e delle reti in nazionale ― Italia under 21 | Cronologia completa delle presenze e delle reti in nazionale ― Italia under 21 | Cronologia completa delle presenze e delle reti in nazionale ― Italia under 21 | Cronologia completa delle presenze e delle reti in nazionale ― Italia under 21 | Cronologia completa delle presenze e delle reti in nazionale ― Italia under 21 |
| Data                                                                           | Città                                                                          | In casa                                                                        | Risultato                                                                      | Ospiti                                                                         | Competizione                                                                   | Reti                                                                           | Note                                                                           |
| ------------------------------------------------------------------------------ | ------------------------------------------------------------------------------ | ------------------------------------------------------------------------------ | ------------------------------------------------------------------------------ | ------------------------------------------------------------------------------ | ------------------------------------------------------------------------------ | ------------------------------------------------------------------------------ | ------------------------------------------------------------------------------ |
| 21-3-2019                                                                      | Trieste                                                                        | Italia under 21                                                                | 0 – 0                                                                          | Austria under 21                                                               | Amichevole                                                                     | -                                                                              | 69’                                                                            |
| 25-3-2019                                                                      | Frosinone                                                                      | Italia under 21                                                                | 2 – 2                                                                          | Croazia under 21                                                               | Amichevole                                                                     | -                                                                              | 74’                                                                            |
| Totale                                                                         |                                                                                | Presenze                                                                       | 2                                                                              |                                                                                | Reti                                                                           | 0                                                                              |                                                                                |

## Palmarès

### Club

#### Competizioni nazionali
- Campionato italiano di Serie B: 1

Benevento: 2019-2020